# ФК Крајишник Бања Лука
ФК Крајишник је био фудбалски клуб из Бање Луке. Највећи успјех овог клуба је учествовање у завршници фудбалског првенства Југославије 1936. године. Тада се играло по куп систему, а Крајишник је стигао до четвртфинала у којем је два пута поражен од Љубљане (3:1 и 4:1).

## Историја
Крајишник је био најуспјешнији клуб  Бањалучког подсавеза. Своју доминацију на подручју Врбаске бановине посебно је показао у сезони 1939/40, када је забиљежио 15 побједа и један неријешен резултат (против Борца), са гол разликом 103:8. У прољећном дијелу првенства побјеђивао је редом Раднички (Приједор) (15:0), Славију (Приједор) (12:0), Витез (9:0), Борац (4:1), Балкан (8:1), БСК (3:0), Слован (3:0) и Саву (Градишка) (3:0).

## Играчи
Састав 1931: Хамилић, Сачић, Цвијић, Чукман, Јоргић, Узелац, Лазаревић, Вуковић, Бегунац, Лађаревић, Пантелић.

Састав 1935: Плајић, Сачић, Давидовић, Марић, Јоргић, Филиповић, Лађаревић, Мастало, Габрић, Билић, Љубибратић.

Састав 1939: Бојер, Стојисављевић, Бојић, Давидовић, Петровић, Качавенда, Доган, Билбија, Црљеница, Касаловић, Лађаревић, Марић, Кошчица, Поповић, Башић, Мисаљевић, Новаковић.

## Тениска секција
У саставу клуба је дјеловала и тениска секција, коју је чинило око 30 чланова.